# Худоба (гміна Лясовіце-Вельке)
Худоба (пол. Chudoba) — село в Польщі, у гміні Лясовиці-Великі Ключборського повіту Опольського воєводства.
Населення — 770 осіб (2011).

## Демографія
Демографічна структура станом на 31 березня 2011 року:
|          | Загалом | Допрацездатний вік | Працездатний вік | Постпрацездатний вік |
| -------- | ------- | ------------------ | ---------------- | -------------------- |
| Чоловіки | 381     | 63                 | 268              | 50                   |
| Жінки    | 389     | 64                 | 246              | 79                   |
| Разом    | 770     | 127                | 514              | 129                  |